# Thomas Lieschke
Thomas Lieschke (* 2. März 1974) ist ein ehemaliger deutscher Basketballspieler. Der 2,11 Meter lange Innenspieler stand während seiner Laufbahn unter anderem beim Bundesligisten Ludwigsburg sowie mehreren Vereinen der 2. Basketball-Bundesliga unter Vertrag.

## Laufbahn
Lieschke spielte bis 1999 für den TuS Jena und wechselte dann innerhalb der 2. Bundesliga nach Rhöndorf. 2001 gewann er mit der Mannschaft die Meisterschaft in der 2. Bundesliga Nord, allerdings verzichtete man auf den Aufstieg in die Bundesliga. Für die Rheinländer lief er bis 2002 auf, im Spieljahr 2002/03 gehörte Lieschke zum Aufgebot des Erstligisten EnBW Ludwigsburg, für den er 18 Bundesliga-Spiele bestritt und im Durchschnitt 2,6 Punkte sowie 1,7 Rebounds erzielte.
Zu Saisonbeginn 2003/04 spielte er kurzzeitig für die Baskets Feldkirch in der österreichischen Bundesliga, gefolgt von einem ebenfalls kurzen Gastspiel beim finnischen Erstligisten Porvoon Tarmo. Im Februar 2004 wechselte er zum TSV Nördlingen in die 2. Bundesliga.
In der Anfangsphase der Saison 2004/05 zählte Lieschke zum Kader der Wolfenbüttel Dukes (2. Bundesliga), in den ersten Partien des Spieljahres 2005/06 stand er ebenfalls in der zweiten Liga für den MTV Stuttgart auf dem Feld, ehe er zur BSG Ludwigsburg in die Regionalliga wechselte. In den kommenden Jahren spielte Lieschke noch in Fellbach und Remseck in der 2. Regionalliga.